# 高崎春
高崎 春（たかさき はる、2002年1月12日 - ）は、フジテレビのアナウンサー。茨城県出身。

## 来歴
日本赤十字看護大学看護学部を卒業後の2024年4月、フジテレビに入社した。同期入社は上垣皓太朗、梶谷直史、宮本真綾。
2024年7月より、「めざましテレビ」のフィールドキャスターを務めている。
2024年9月8日、東京湾岸警察署の催し「東京湾岸交通安全のつどい」にて一日警察署長を務めた。

## 人物
看護師免許、3級ファイナンシャル・プランニング技能士、韓国語能力試験2級の資格を持つ。

## 出演番組
報道・情報番組
| 期間    | 期間   | 月曜日                            | 火曜日   | 水曜日                                                    | 木曜日   | 金曜日                              | 土曜日                                       | 日曜日   |
| ------- | ------ | --------------------------------- | -------- | --------------------------------------------------------- | -------- | ----------------------------------- | -------------------------------------------- | -------- |
| 2024.7  | 2024.9 | （なし）                          | （なし） | めざましテレビ フィールドキャスター                       | （なし） | めざましテレビ フィールドキャスター | 週刊プライムオンラインS 隔週メーンキャスター | （なし） |
| 2024.10 |        | めざましテレビ エンタメキャスター | （なし） | めざましテレビ フィールドキャスター・隔週ココ調リポーター | （なし） | （なし）                            | （なし）                                     | （なし） |
| 備考    |        |                                   |          |                                                           |          |                                     |                                              |          |

- めざましテレビ
  - （2024年11月26日・29日） - エンタメキャスターの鈴木唯の代役で担当
  - （2024年12月19・20日・2025年3月18日～21日） - お天気キャスターの林佑香の代役で担当
  - （2024年12月27日） - 『きょうのわんこ』大賞のフィールドキャスター
  - （2025年2月28日[5]・3月5日・7日・26日・28日・4月2日・5月23日・7月11日） - 情報キャスター・エンタメキャスターの原田葵の代役で担当
  - （2025年1月23日・3月6日） - エンタメキャスターの小山内鈴奈の代役で担当
  - （2025年4月10日） - 万博中継のフィールドキャスター
  - （2025年5月20日 - 22日[6]・7月3日[7]・30日・31日） - 情報キャスターの藤本万梨乃の代役で担当
- FNNニュース （2025年3月8日・8月3日） - 斉藤舞子の代行
- めざましどようび （2025年8月2日） - 斉藤舞子の代行
- FNN Live News days（2025年8月20日・21日） -島田彩夏 の代行

バラエティ番組・その他
- 土曜プレミアム『FNS明石家さんまの推しアナGP』（2024年4月20日）